# اسماعیل قائنی
شیخ اسماعیل قائنی از سیاستمداران ایرانی بود، که در دوره نخست بعنوان نماینده قائنات در مجلس شورای ملی حضور داشت.